# Bitteralbizia
Bitteralbizia (Albizia amara) är en ärtväxtart som först beskrevs av William Roxburgh, och fick sitt nu gällande namn av Joseph Robert Bernard Boivin. Bitteralbizian ingår i släktet Albizia och familjen ärtväxter.

## Underarter
Arten delas in i följande underarter:
- A. a. amara
- A. a. sericocephala

## Bildgalleri

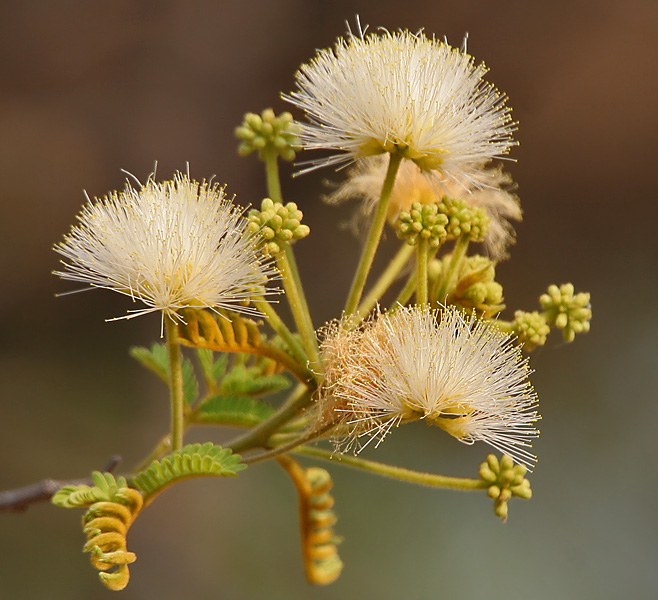
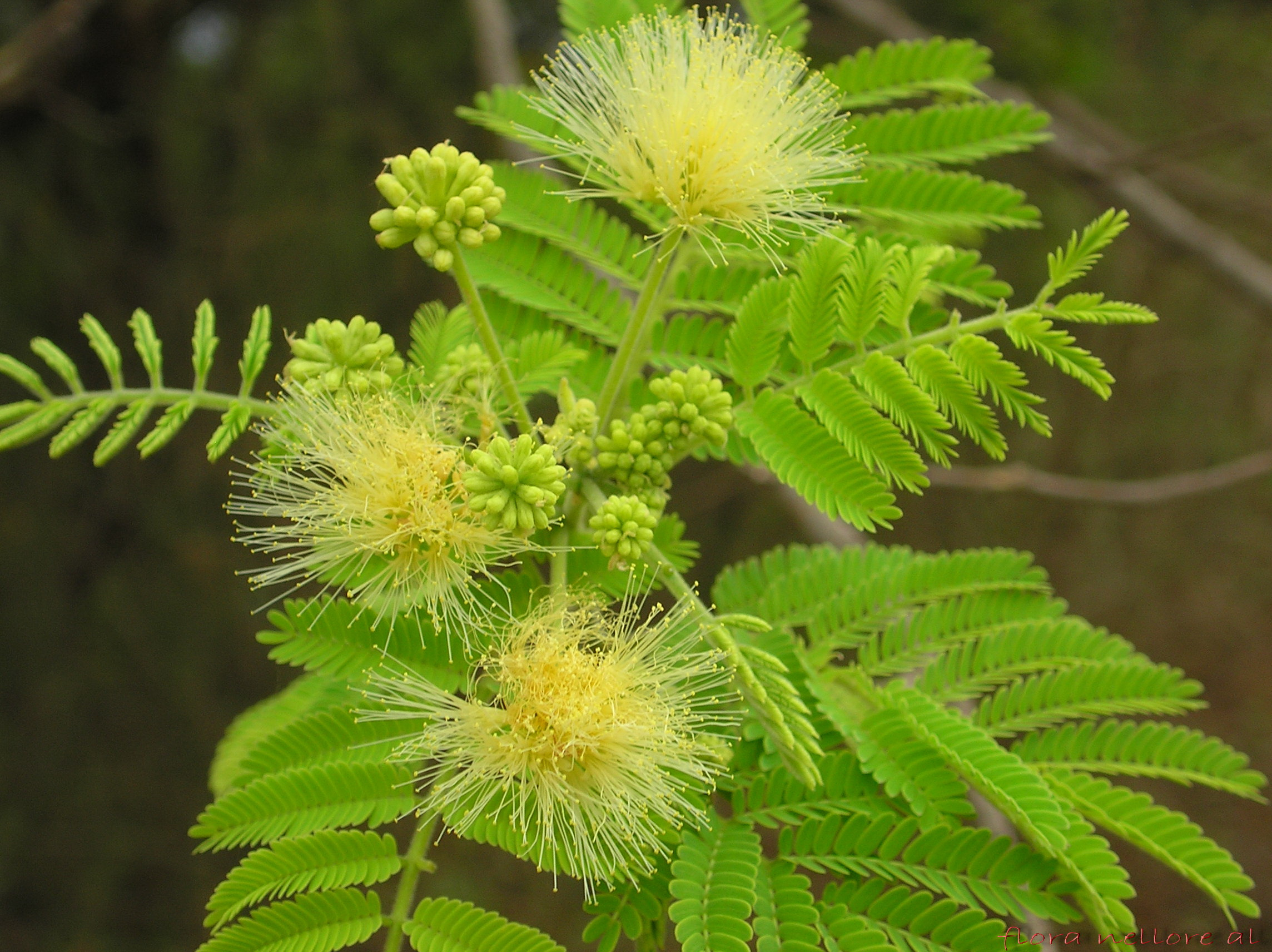
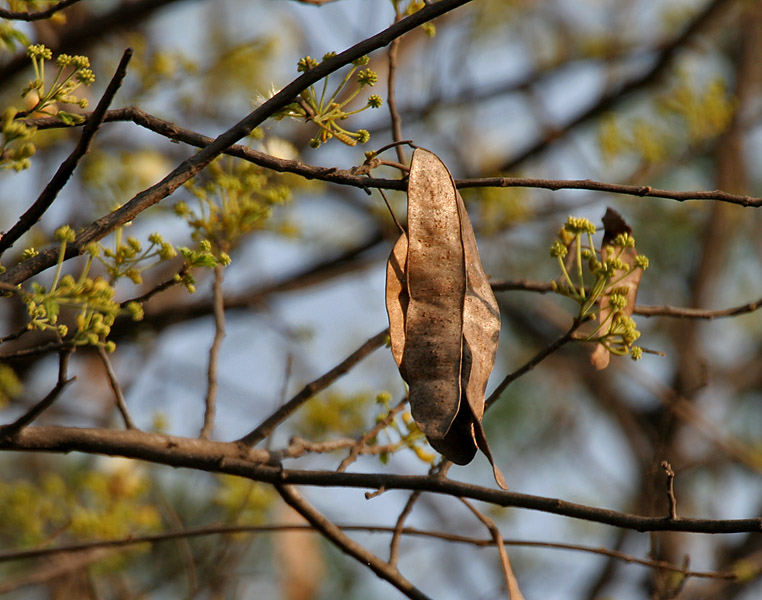
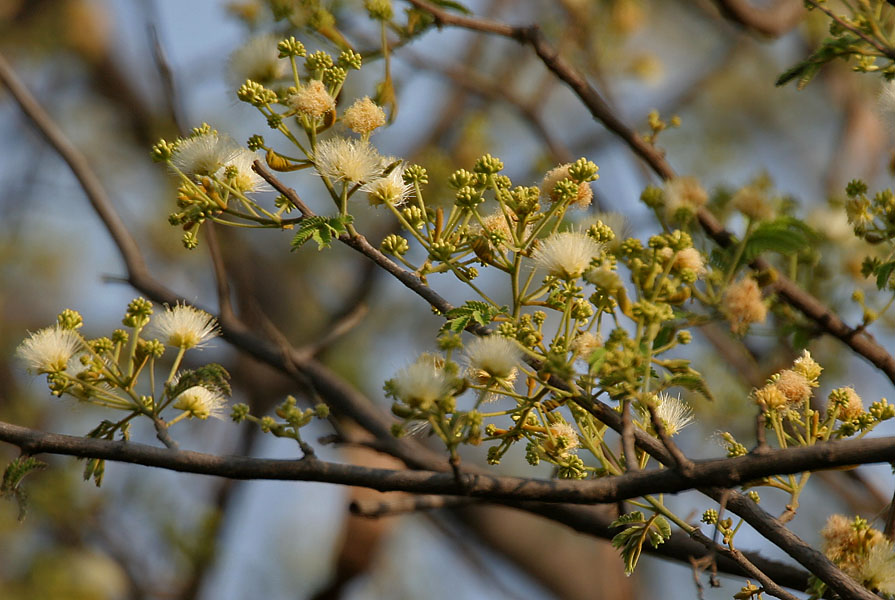
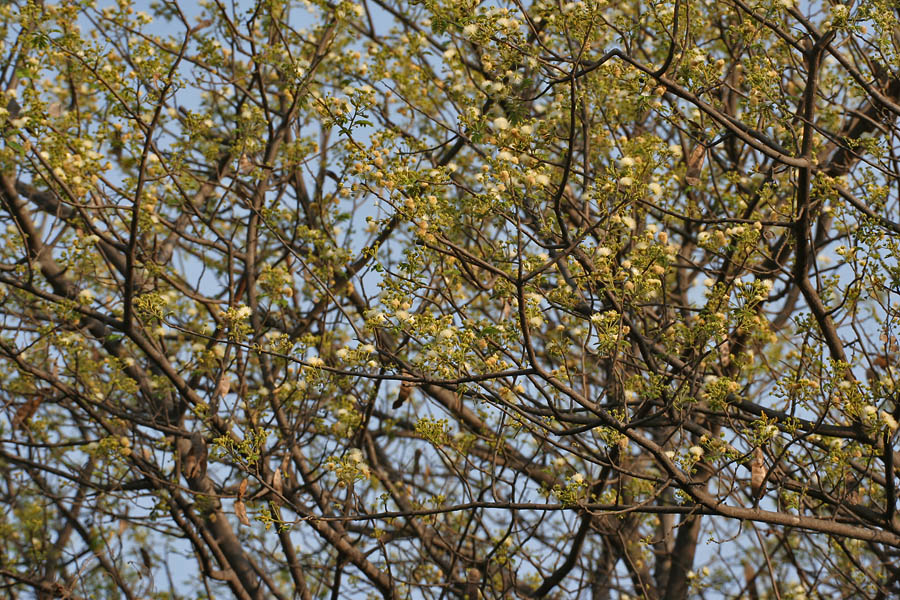
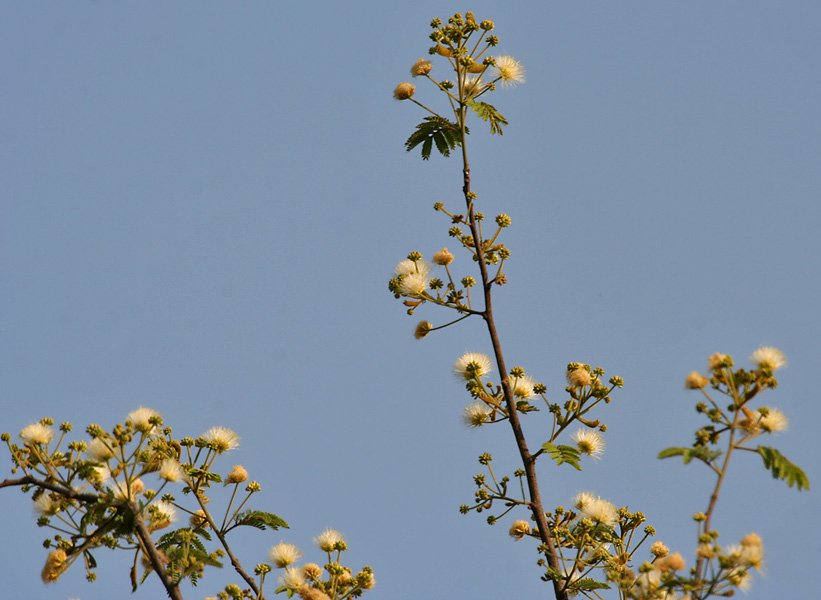